# Дейности в областта на информационните технологии
Дейностите в областта на информационните технологии са подотрасъл на Създаването и разпространение на информация и творчески продукти и далекосъобщения в Статистическата класификация на икономическите дейности за Европейската общност.
Секторът обхваща планирането, разработването и поддръжката на софтуер, интегрирани компютърни системи и средства за обработка на данни.